# فابین برتو
فابیِن بِرتو (به فرانسوی: Fabienne Berthaud) زادهٔ ۱۹۶۶ در شهر گاپ، پروانس آلپ-کوت دازور، نویسنده، هنرپیشه و کارگردان زن فرانسوی است.

## زندگی‌نامه
فابین برتو در شهر کوچک گاپ واقع در استان پروانس-آلپ-کوت دازور به دنیا آمد ولی از همان کودکی در پاریس بزرگ شد و در رشتهٔ تئاتر تحصیل کرد. اولین رمان خود را در ۱۹۹۴ با نام سوسک‌ها (Cafards) منتشر کرد.
در ۲۰۰۵ وارد عرصهٔ سینما شد و نخستین فیلم بلند خود را با عنوان «فرانکی» (Frankie) در همان سال کارگردانی کرد و در جشنواره فیلم کن به نمایش درآورد. او که تألیف چند رمان و کارگردانی چند فیلم و بازیگری در فیلم تلویزیونی «زنی برای من» (Une femme pour moi) را در کارنامهٔ خود دارد در سال ۲۰۱۱ موفق به کسب جایزهٔ فرانسواز ساگان شد. آخر کار او کارگردانی فیلم «دنیایی بزرگ‌تر» (Un monde plus grand) در ۲۰۱۹ است